# تمکین خلیل‌زاده
تمکین خلیل‌زاده (ترکی آذربایجانی: Təmkin Xəlilzadə؛ زادهٔ ۶ اوت ۱۹۹۳) بازیکن فوتبال اهل جمهوری آذربایجان است.
وی همچنین در تیم ملی فوتبال جمهوری آذربایجان بازی کرده‌است.